# 최명관
최명관(崔明寬, 1968년 7월 3일~2023년 9월 13일)은 대한민국의 정치인이다. 제9대 강원도 동해시의원(2022. 7.~2023.9.)이다. 시의원 재직 중 사망하였다.

## 학력
- 동해중앙국민학교 졸업
- 동해광희중학교 졸업
- 동해광희고등학교 졸업

## 경력
- 천곡동 주민자치위원장
- 천곡동 번영회장
- 동해초등학교 운영위원
- 동해중앙초등학교 총동문회 부회장
- (사)천곡동발전위원회 이사장
- 천곡동어촌계장
- (사)동해시 번영회 상임위원
- (사)동해경제인연합회 시민경제위원장
- 동해시 배구협회 부회장
- 천곡동 지역사회보장협의체 위원
- 동해시 수산조정위원회 위원
- 동해화력, GS발전기금 심의위원
- 동해향교 장의
- 수중횟집 대표
- 2022.07~2023.09 제9대 강원도 동해시의회 의원
- 2022.07~2023.09 제9대 강원도 동해시의회 전반기 업무보고회 위원
- 2022.07~2023.09 제9대 강원도 동해시의회 전반기 예산결산특별위원회 위원

## 수상
- 강원도지사 2회 표창
- 동해시장 표창

## 역대 선거 결과
| 실시년도 | 선거      | 대수 | 직책   | 선거구                  | 정당     | 득표수  | 득표율          | 순위 | 당락 | 비고           |
| -------- | --------- | ---- | ------ | ----------------------- | -------- | ------- | --------------- | ---- | ---- | -------------- |
| 2022년   | 지방 선거 | 9대  | 시의원 | 강원 동해시 (나 선거구) | 국민의힘 | 4,394표 | \| \| 19.49% \| | 1위  |      | 초선, 민선 8기 |
|          | 19.49%    |      |        |                         |          |         |                 |      |      |                |